# Reluctantiemotor

Dwarsdoorsnede van een geschakelde reluctantiemachine met 6 stator- en 4 rotorpolen. Let op de geconcentreerde wikkelingen op de statorpolen.

Dwarsdoorsnede van een geschakelde reluctantiemachine met 6 stator- en 4 rotorpolen. Let op de geconcentreerde wikkelingen op de statorpolen.

Een reluctantiemotor is een type elektromotor waarbij het koppel in de rotor uitsluitend door de magnetische weerstand, ook wel reluctantie genoemd, wordt opgewekt en niet door de lorentzkracht, zoals bij (elektro)magnetisch bekrachtigde motoren. Reluctantiemotoren zijn niet voorzien van permanente magneten en hebben ook geen elektrische wikkelingen op de rotor nodig.
Reluctantiemotoren kunnen tegen lage kosten een hoge vermogensdichtheid leveren. Hierdoor zijn ze aantrekkelijk voor veel toepassingen. Nadelen zijn onder meer een hoge koppelrimpel (het verschil tussen het maximale en minimale koppel tijdens één omwenteling) bij gebruik op lage snelheid, en geluid als gevolg van koppelrimpel.

## Basisprincipes en werking
De stator bestaat uit meerdere uitspringende elektromagneetpolen, vergelijkbaar aan een gelijkstroommotor met gewikkeld veld. De rotor bestaat uit zacht magnetisch materiaal, zoals gelamineerd weekijzer, die meerdere uitsparingen heeft die door magnetische reluctantie als magnetische polen fungeren. Voor motoren met geschakelde reluctantie is het aantal rotorpolen doorgaans kleiner dan het aantal statorpolen. Daardoor wordt de koppelrimpeling geminimaliseerd en wordt voorkomen dat de polen allemaal tegelijkertijd worden uitgelijnd - een positie die geen koppel kan genereren.
Wanneer een statorpool op gelijke afstand ligt van twee aangrenzende rotorpolen, wordt gezegd dat de statorpool zich in de "volledig niet-uitgelijnde positie" bevindt. Dit is de positie van maximale magnetische reluctantie voor de rotorpool. In de "uitgelijnde positie" zijn twee (of meer) rotorpolen volledig uitgelijnd met twee (of meer) statorpolen. Dit betekent dat de rotorpolen volledig naar de statorpolen zijn gericht. Dit is een positie met minimale reluctantie.
Wanneer een statorpool wordt bekrachtigd, bevindt het rotorkoppel zich in de richting die de reluctantie vermindert. De dichtstbijzijnde rotorpool wordt dus vanuit de niet-uitgelijnde positie in uitlijning met het statorveld getrokken (een positie met minder reluctantie). (Dit is hetzelfde effect dat wordt gebruikt door een solenoïde, of bij het oppakken van ferromagnetisch metaal met een magneet) Om de rotatie in stand te houden, moet het statorveld vóór de rotorpolen roteren, waardoor de rotor voortdurend wordt "getrokken". Sommige motorvarianten werken op driefasige wisselstroom. De meeste moderne ontwerpen zijn van het geschakelde reluctantietype, omdat elektronische commutatie aanzienlijke regelvoordelen biedt voor het aanlopen van de motor, snelheidsregeling en een soepele werking (lage koppelrimpel).

## Soorten

### Synchrone reluctantie
Synchrone reluctantiemotoren (SynRM) hebben een gelijk aantal stator- en rotorpolen. De uitsparingen tussen de rotorpolen zijn zo geplaatst dat een barrière vormen voor de interne magnetische flux. Deze lege ruimtes (gaten) leiden de flux langs de zogenaamde directe as, zodat de rotor gedwongen wordt om synchroon te draaien met het magnetisch veld in de stator. Het aantal polen moet altijd even zijn, meestal 4 of 6.
De rotor werkt met synchrone snelheden zonder stroomvoerende delen of magnetische kern. De rotorverliezen zijn minimaal in vergelijking met die van een inductiemotor, maar een reluctantiemotor kan normaal gesproken iets minder startkoppel leveren. Omdat de rotor geen stroomvoerende delen heeft kan deze lichter uitgevoerd worden (minder massa) waardoor ook de massatraagheid lager is
Omdat een synchrone machine niet uit zichzelf kan aanlopen zijn de meeste reluctantiemotoren een combinatie van een synchrone en asynchrone machine. Zolang de rotor nog niet even snel draait als het draaiveld, is een aynchroon moment werkzaam dat de rotor versnelt. Dicht bij de asynchrone evenwichtstoestand gaat het reluctantie-effect overheersen en gaat de rotor synchroon lopen met het draaiveld in de stator. Voor snelheidsregeling is een frequentieregelaar vereist.
Een nieuwe ontwikkeling op dit gebied betreft de permanent magneetondersteunde synchrone reluctantiemotor (PMASynRM) die de kenmerken van een synchrone reluctantiemotor combineert met een synchrone motor met permanent magneten. De voordelen van het toevoegen van permanente magneten aan de rotorconstructie van een synchrone reluctantiemotor zijn een hogere vermogensdichtheid en dus minder ohmse verliezen (= warmteverlies) in de stator.

### Geschakelde reluctantie of variabele reluctance

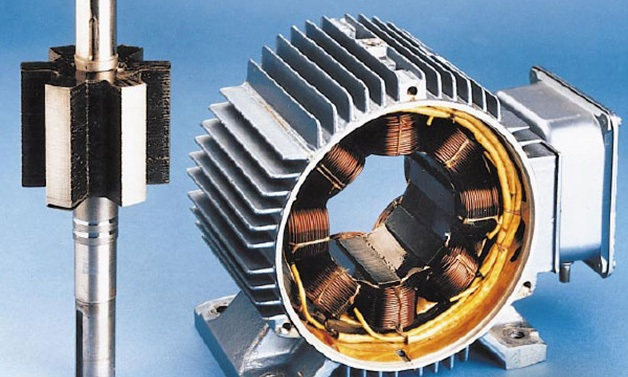
Rotor en stator van geschakelde reluctantiemotor

De geschakelde reluctantiemotor (SRM) is een vorm van stappenmotor die minder polen gebruikt. De meest rudimentaire vorm van een SRM heeft de laagste constructiekosten van alle elektromotoren, vanwege de eenvoudige structuur. Industriële motoren kunnen enige kostenbesparing opleveren, vanwege het ontbreken van rotorwikkelingen of permanente magneten. Veel voorkomende toepassingen zijn onder meer toepassingen waarbij de rotor gedurende lange perioden stationair moet worden gehouden. Een andere toepassing is in potentieel explosieve omgevingen zoals de mijnbouw, omdat deze motor zonder mechanische commutator werkt.
De fasewikkelingen in een SRM zijn elektrisch van elkaar geïsoleerd. Dit resulteert in een hogere fouttolerantie dan invertergestuurde AC-inductiemotoren. De optimale aandrijfgolfvorm is geen zuivere sinusoïde, vanwege het niet-lineaire koppel ten opzichte van de rotorverplaatsing en de sterk positieafhankelijke inductantie van de statorfasewikkelingen.
In 2013 steeg de interesse voor geschakelde reluctantiemotoren vanuit de automobielmarkt. Zo werd in de Tesla Model 3 voor de achterwielaandrijving een geschakelde reluctantiemotor met permanent magneet-ondersteuning toegepast.

## Toepassingen
Reluctantiemotoren zijn door hun eenvoudige en robuuste constructie  (geen rotorwikkeling of magneten) bruikbaar in ruwe omgevingen; ze worden onder toegepast in:
- Elektrische voertuigen
- Enkele wasmachineontwerpen
- Regelstangaandrijfmechanismen van kernreactoren
- Elektrisch gereedschap zoals boormachines, draaibanken en lintzagen.

Kleine relucatiemotoren worden gebruikt in toepassingen waar een constante snelheid is vereist, zoals:
- Analoge elektrische meters
- Analoge elektrische klokken
- Motor in een harde schijf
- Opname-instrumenten